# Dinar serbe
Pour les articles homonymes, voir Dinar.
Le dinar serbe (en serbe cyrillique : динар) est la monnaie officielle de Serbie depuis 2003. Il se divise en 100 paras.
Auparavant, il a été la monnaie officielle de la principauté de Serbie puis du royaume de Serbie de 1868 à 1918, puis du territoire du commandant militaire en Serbie, de 1941 à 1944.
Le code international ISO 4217 du dinar serbe est RSD, son identifiant est 941.

## Histoire monétaire

### Dinar serbe médiéval
C'est en Rascie, sous le règne de Stefan Ier Nemanjić, en 1214, que le « dinar serbe » fait son apparition. Le mot dinar dérive du latin dēnārius qui contient dix, en référence au denier de la Rome antique. Influencé par le système monétaire byzantin, le dinar devient l'unité monétaire de l'Empire serbe jusqu'en 1371, puis de la principauté de Serbie (1371-1403) et du despotat de Serbie. Il est l'une des plus anciennes monnaies d'Europe encore en circulation après la livre sterling apparue en 1066, son utilisation n'étant pas interrompue sous la domination ottomane. Sous la Serbie ottomane (1459-1830), advient le para, un multiple du dinar.
Les pièces médiévales serbes étaient exclusivement en argent, car le pays disposait de nombreuses mines. 

### Dinar serbe après 1815
Le dinar a aussi été la monnaie de la principauté de Serbie dès 1815, avec des émissions seulement à partir de 1868 et brièvement de 1941 à 1944 dans le cadre du territoire du commandant militaire en Serbie.
Le dinar était aussi la monnaie du royaume des Serbes, Croates et Slovènes, puis à partir de 1929, du royaume de Yougoslavie, avec le dinar yougoslave.

## Galerie

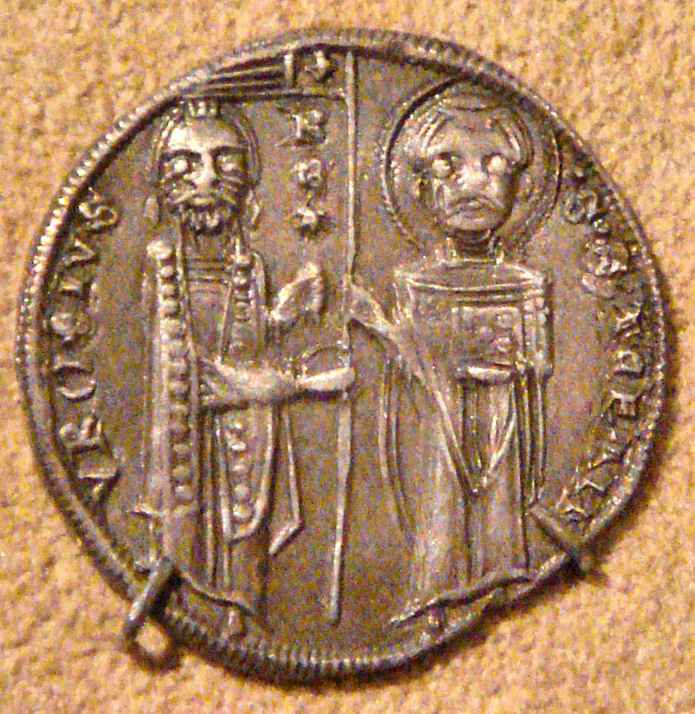
Dinar de Stefan Uroš I (r. 1243–1276)
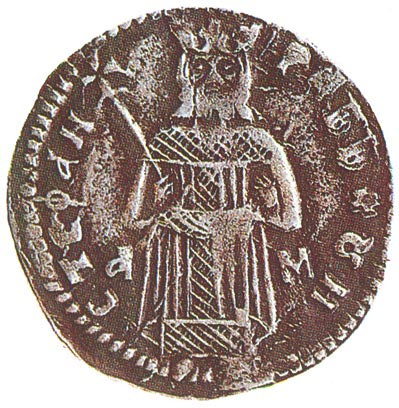
Dinar du roi Stefan Dragutin (r. 1276–1282)
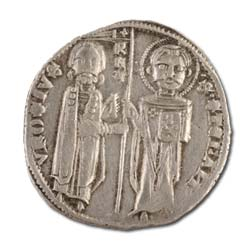
Dinar du roi Stefan Milutin (r. 1282–1321)
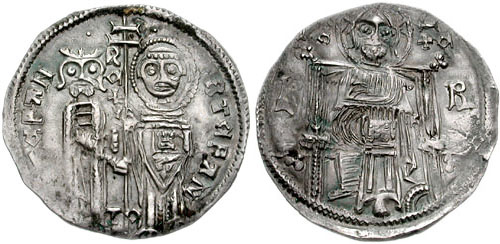
Dinars du roi Stefan Uroš III (r. 1321–1331).`
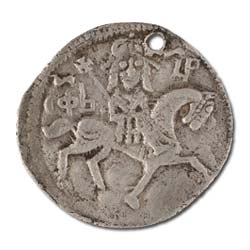
Dinar en argent de 1346 de l'empereur Stefan Uroš IV Dušan (source : Banque nationale de Serbie)
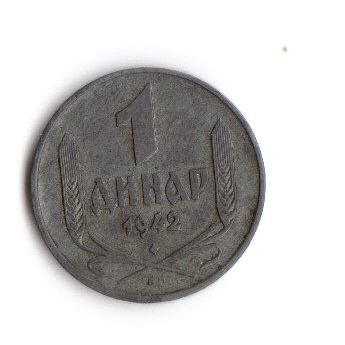
Pièce de 1 dinar serbe en zinc (1942) du territoire du commandant militaire en Serbie.]

## Le dinar depuis 2003

### Pièces de monnaie serbes
Il existe des pièces de valeur 50 paras et de 1, 2, 5, 10 ou 20 dinars. 

### Billets de banque serbes
Les billets émis sont aux valeurs de 10, 20, 50, 100, 200, 500, 1000, 2000 et 5000 dinars.
| Avant | Dos | Valeur      | Portrait                       |
| ----- | --- | ----------- | ------------------------------ |
|       |     | 10 dinara   | Vuk Stefanović Karadžić        |
|       |     | 20 dinara   | Petar II Petrović Njegoš       |
|       |     | 50 dinara   | Stevan Stojanović Mokranjac    |
|       |     | 100 dinara  | Nikola Tesla                   |
|       |     | 200 dinara  | Nadežda Petrović               |
|       |     | 500 dinara  | Jovan Cvijić                   |
|       |     | 1000 dinara | Georg Weifert ou Đorđe Vajfert |
|       |     | 2000 dinara | Milutin Milanković             |
|       |     | 5000 dinara | Slobodan Jovanović             |